# بندر الاحبابی
بندر الاحبابی (انگلیسی: Bandar Al-Ahbabi؛ زادهٔ ۹ ژوئیهٔ ۱۹۹۰) بازیکن فوتبال اهل امارات متحده عربی است.